# Borissogleb
Borissogleb (en rus: Борисоглеб) és un poble de l'óblast de Vladímir, a Rússia, segons el cens del 2012 tenia 659 habitants. Pertany al districte municipal de Múrom.